# Elí (jutge)
Elí (en hebreu עלי, ʻEli, ʻĒlî, que significa Ascensió o Déu és el més alt; en grec antic, Ηλί, Ēli; en llatí Heli), va ser, segons el Llibre de Samuel, un Summe sacerdot hebreu i Jutge d'Israel, a la ciutat de Siló. Era membre de la família d'Itamar, de la Tribu de Leví. Va ser successor de Samsó, i predecessor del profeta Samuel. Elí també era considerat profeta.
Va viure a la ciutat de Siló des d'on va liderar la nació jueva durant quaranta anys (1107-1067 aC). Segons Samuel, Anna, la mare del profeta, el va donar, quan era un nen a l'ancià Elí per complir el vot que havia fet a Jehovà de consagrar-lo a la casa de Déu si aquest li donava un fill, perquè Anna era una dona gran i estèril.
Eli va tenir dos fills: Ofni y Finees. Samuel els anomena "fills de Belial" que "no coneixien a Jehovà" pel seu comportament apartat de les lleis, agreujat perquè pertanyien al grup sacerdotal dels Levites. Més endavant el text parla d'un "baró de Déu" que no descriu, que es va manifestar a Elí, anunciant-li la ruïna de casa seva i la mort dels seus dos fills per les seves maldats i l'actitud massa indulgent del sacerdot cap a ells. També li diu que Jehovà ja havia nomenat un successor seu, encara que no li va dir el nom, però que seria Samuel, que llavors ja era un jove que administrava el Temple de Siló. Això es va complir quan els filisteus van fer la guerra a Israel, matant molts homes, entre ells els fills d'Elí i capturant gran quantitat de presoners i l'Arca de l'Aliança. Elí tenia llavors 98 anys i era quasi cec. Seia en una cadira al Temple, quan un missatger va arribar i l'hi va anunciar els fets terribles. L'impacte de la notícia el va alterar de tal forma que va caure de la cadira cap endarrere i es va desnucar.